# Constantin Budescu
Constantin Budescu (Urziceni, 19 februari 1989) is een Roemeens voetballer die bij voorkeur als offensieve middenvelder speelt. Hij debuteerde in 2015 in het Roemeens voetbalelftal.

## Clubcarrière
Budescu debuteerde in 2005 voor Petrolul Ploiești. In vijf seizoenen maakte hij 41 doelpunten in 151 competitiewedstrijden voor de club. In februari 2011 tekende hij bij Astra Giurgiu, dat op het hoogste niveau actief was. Op 21 juli 2013 maakte de aanvallend ingestelde middenvelder zijn eerste hattrick in de Liga 1 tegen Viitorul Constanța. Budescu maakte doelpunten voor Astra Giurgiu in een kwalificatiewedstrijd voor de UEFA Europa League tegen Omonia Nicosia. De Roemeense voetbalbeker werd in 2014 gewonnen; de Supercup van het Roemeense voetbal won Budescu met zijn club aan het begin van het seizoen 2014/15.

## Interlandcarrière
Budescu debuteerde voor Roemenië in een vriendschappelijke interland tegen Polen in het Spaanse Málaga. Hij viel na rust in voor Gheorghe Grozav. Toen stond het al 4–1, wat ook de eindstand was. Zowel Polen als Roemenië speelden enkel met spelers uit de eigen competitie. Derhalve was het niet zijn officieel debuut: dat volgde op 7 februari 2015, toen Roemenië met 0–0 gelijkspeelde tegen het Bulgaars voetbalelftal. In de 59ste minuut verving hij de toen achtvoudig international Raul Rusescu (Steaua Boekarest). In de laatste kwalificatiewedstrijd voor het Europees kampioenschap voetbal 2016 tegen de Faeröer (0–3 winst) maakte Budescu twee van de drie doelpunten voor Roemenië. Alexandru Maxim maakte het derde doelpunt. Door de overwinning kwalificeerde Roemenië zich voor het Europees kampioenschap in Frankrijk.
| Interlands van Constantin Budescu voor Roemenië | Interlands van Constantin Budescu voor Roemenië | Interlands van Constantin Budescu voor Roemenië | Interlands van Constantin Budescu voor Roemenië | Interlands van Constantin Budescu voor Roemenië | Interlands van Constantin Budescu voor Roemenië | Interlands van Constantin Budescu voor Roemenië |
| №                                               | Datum                                           | Wedstrijd                                       | Uitslag                                         | Soort wedstrijd                                 | Doelpunten                                      |                                                 |
| Als speler bij Astra Giurgiu                    | Als speler bij Astra Giurgiu                    | Als speler bij Astra Giurgiu                    | Als speler bij Astra Giurgiu                    | Als speler bij Astra Giurgiu                    | Als speler bij Astra Giurgiu                    | Als speler bij Astra Giurgiu                    |
| ----------------------------------------------- | ----------------------------------------------- | ----------------------------------------------- | ----------------------------------------------- | ----------------------------------------------- | ----------------------------------------------- | ----------------------------------------------- |
| 1.                                              | 4 september 2015                                | Hongarije – Roemenië                            | 0 – 0                                           | Kwalificatie EK 2016                            |                                                 |                                                 |
| 2.                                              | 7 september 2015                                | Roemenië – Griekenland                          | 0 – 0                                           | Kwalificatie EK 2016                            |                                                 |                                                 |
| 3.                                              | 11 oktober 2015                                 | Faeröer – Roemenië                              | 0 – 3                                           | Kwalificatie EK 2016                            | 4', 45+1'                                       |                                                 |

## Erelijst

### Club
Astra Giurgiu
- Beker van Roemenië (1): 2013/14
- Roemeense Super Cup (1): 2014

### Individueel
- Roemeens voetballer van het jaar: 2017